# Шут, Жан
Жан Шут (фр. Jean Schuth; 7 декабря 1941, Сент-Омер), более известный как Джонни Шут (фр. Johnny Schuth) — французский футболист, вратарь. Отец футболиста Филипа Шута.
Выступал за клубы «Страсбур» и «Мец».

## Клубная карьера
Во взрослом футболе дебютировал в 1961 году выступлениями за команду клуба «Страсбур», в котором провёл десять сезонов, приняв участие в 249 матчах чемпионата. Большую часть времени, проведённого в составе «Страсбура», был основным голкипером команды.
В течение 1971—1973 годов защищал цвета команды клуба «Мец».
Завершил профессиональную игровую карьеру в клубе «Олимпик» (фр. Stade olympique de Merlebach), за команду которого выступал в течение 1971—1973 годов.

## Карьера за сборную
В 1966 году привлекался в национальную сборную Франции, был включен в заявку для участия в чемпионате мира 1966 года в Англии. Однако, был лишь резервным голкипером и на поле в официальных играх за французскую сборную не выходил.